# جنت ساسون
جَنِت ساسون (انگلیسی: Janet Sassoon؛ ‏ ۲ سپتامبر ۱۹۳۶) رقصنده باله برجسته و مربی فعلی رقص باله اهل ایالات متحده آمریکا است.

## اوایل زندگی
ساسون در ۲ سپتامبر ۱۹۳۶ در سورابایا، در جزیره جاوه (اندونزی کنونی) که در آن زمان هند شرقی هلند نام داشت، به دنیا آمد. پدر و مادر او ادوارد ساسون و فلورا بار نام داشتند که به ترتیب بریتانیایی و فرانسوی و از تبار یهودیان سفاردی بودند. او کوچک‌ترین فرزند خانواده از میان سه فرزند بود. در سال ۱۹۳۷ خانواده او به ایالات متحده آمریکا نقل مکان کردند و در سان فرانسیسکو مستقر شدند. اولین مواجهه او با باله در سن پنج سالگی بود، زمانی که مادرش او را به تالار اپرای یادبود جنگ در سان فرانسیسکو برد تا رقص باله رومئو و ژولیت اثر سرگئی پروکفیف را ببیند. اولین حضور او روی صحنه در همان تالار اپرا در سال ۱۹۴۴ به عنوان یک نقش سیاهی لشکر در اپرای فالستاف اثر جوزپه وردی بود. او که مجذوب باله شده بود، با وجود مخالفت پدرش، یادگیری باله را زیر نظر مربیانی همچون لو کریستنسن، ویلیام کریستنسن و جیزلا کاچالانتسا آغاز کرد. در سن ۱۶ سالگی به پاریس نقل مکان کرد و در آنجا با معلمانی مانند لیو استاتس، لوبوف یگورووا، اولگا پرئوبراژنسکایا و ماتیلده کششینسکا آموزش دید.

## حرفهٔ رقص
ساسون در سال ۱۹۵۲ در گروه بزرگ باله مارکی دو کوواس در پاریس شروع به رقصیدن در ملاء عام کرد و تا سال ۱۹۵۵ در آنجا ماند. پس از آن، او در بسیاری از شهرهای ایالات متحده آمریکا در کنار هنرمندانی چون رودلف نوریف رقصید و به سان فرانسیسکو بازگشت تا با گروه باله هنری سان فرانسیسکو برقصد. در سال ۱۹۵۶ او در باله دولتی برلین به رقص باله‌اش ادامه داد تا اینکه در سن ۳۳ سالگی هنگام رقصیدن دچار حادثه شد که در نهایت منجر به بازنشستگی او شد.

## حرفهٔ مربیگری و آموزش رقص
پدر ساسون آکادمی باله را در پلاک ۲۱۲۱ خیابان مارکت در سان فرانسیسکو در سال ۱۹۵۳ تأسیس کرد تا کلاس‌های آموزشی حرفه‌ای را برای کودکان، بزرگسالان و دانش آموزانی که خود را برای مسابقات حرفه‌ای آماده می‌شوند و همچنین سایر علاقمندان ارائه دهد. نخستین کارگردانان هنری این گروه که در ابتدا با نام «گروه هنری باله پاسفیک» شناخته می‌شد، گی‌یرمو دل اورو و کارولین پارکس بودند. در سال ۱۹۵۸، آلن هوارد، رقصنده اصلی «گروه باله روسی مونت کارلو» کارگردان هنری این گروه شد. هنگامی که ساسون از رقص بازنشسته شد، به سان فرانسیسکو بازگشت و تا سال ۱۹۸۹ این آکادمی را اداره کرد تا هنگامی که این گروه فروخته و واگذار شد. او سپس تا سال ۱۹۹۷ به عنوان معاون مدیر خدمت کرد. از جمله شاگردان او، ناتالیا ماکارووا، پس از تولد فرزند ماکارووا و کیرا نیکولز بودند. ساسون تنها در سان فرانسیسکو فعالیت نمی‌کرد: او همچنین مستر کلاس‌هایی را برای باله سینسیناتی و باله بوستون برگزار کرد. او در سال ۱۹۸۴ در فیلم انگیزه نقش یک معلم باله را بازی کرد.

## کتاب
ساسون در سال ۲۰۱۳ زندگی‌نامه ای به نام تکریم منتشر کرد.

## زندگی شخصی
ساسون در اوت ۱۹۸۳ با جان رولند آپتون، یک شراب‌ساز، ازدواج کرد.